# Дом декабриста Свистунова
Дом декабриста Свистунова — одноэтажный особняк, расположенный в Центральном административном округе Москвы по адресу Гагаринский переулок, 25. Был построен в 1820-х, а в 1867 году в нём поселился вернувшийся из ссылки декабрист Петр Свистунов. Особняк декорирован в стиле ампир.

## История
Участки земли по нынешней Гагаринской улице в начале XIX века принадлежали князьям Гагариным. В 1819 году один из участков, где вскоре был построен особняк, продали губернской секретарше Марии Семеновне Алексеевой. Новый дом построили на месте здания, сгоревшего во время пожара 1812 года.
В настоящее время это здание известно как дом декабриста Петра Николаевича Свистунова, поселившегося в нём в 1867 по возвращении из каторги. Бывший руководитель петербургского филиала Южного общества и член Северного общества, Свистунов купил это здание и прожил в нём до 1879 года, когда дом был продан.
В его особняке побывали декабристы Михаил Бестужев, Матвей Муравьёв-Апостол и Андрей Розен, также вернувшиеся из сибирской ссылки. В 1878 году дом на Гагаринской улице посетил Лев Толстой, в то время работавший над романом «Декабристы».
После смерти хозяина дом неоднократно перепродавался, а в 1912 году его приобрёл известный советский архитектор Алексей Щусев. При нём в доме были устроены квартира и мастерская, в которой он спроектировал Наркомзем и Мавзолей.
В 2005—2007 годах обветшавший дом был отреставрирован на средства инвестора, строившего за особняком современное офисное здание. В 2008-м офисный комплекс архитекторов Михаила Хазанова, Дмитрия Размахнина, Григория Мудрова был завершен. На данный момент оба строения входят в комплекс бизнес-центра.

### Архитектура и внутреннее убранство
Деревянный особняк построен по «образцовому» проекту в стиле ампир. Фасады здания после реставрации сохранили исторический облик. Декор, отражающий стиль эпохи, был восстановлен: паркет отреставрирован, стены покрашены, изразцовая печь собрана заново. На потолках и стенах комнат была воссоздана псевдоготическая лепнина.